# قسم علوم الفيزياء الشمسية

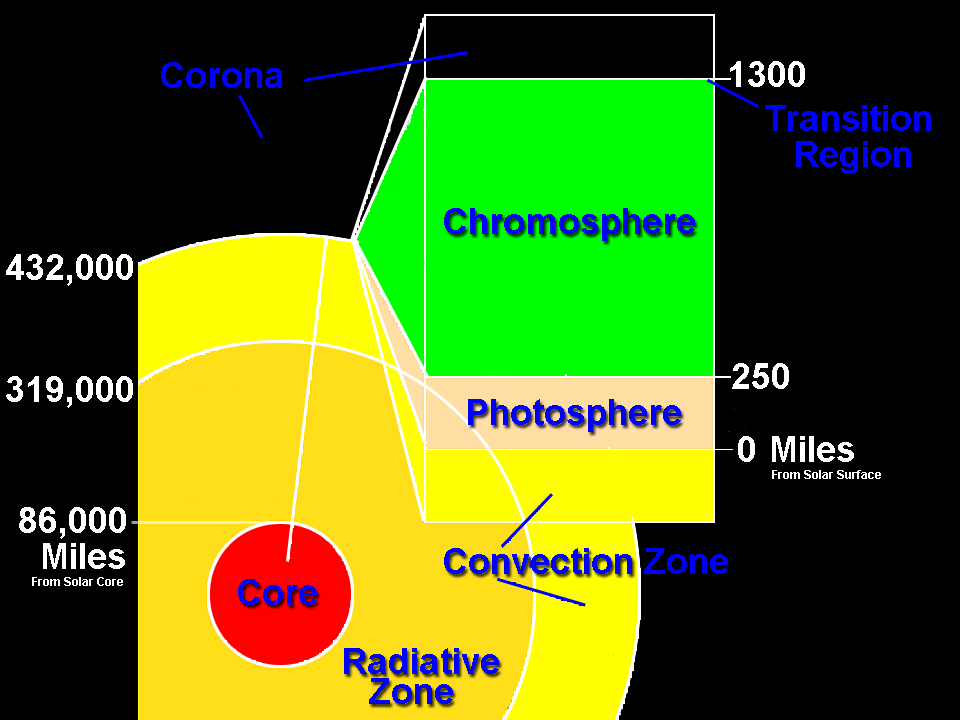

يقوم قسم علوم الفيزياء الشمسية في مركز غودارد لرحلات الفضاء التابع لناسا بإجراء أبحاث حول الشمس وبيئة نظامها الشمسي الممتد (الغلاف الشمسي) وتفاعل الأرض والكواكب الأخرى والأجرام الصغيرة والغاز بين النجمي مع الغلاف الشمسي. تشمل أبحاث القسم أيضًا الفضاء الأرضي - الغلاف الجوي العلوي للأرض والغلاف الأيوني والغلاف المغناطيسي - والظروف البيئية المتغيرة في جميع أنحاء الغلاف الشمسي المقترن (طقس النظام الشمسي).
يطور العلماء في قسم علوم الفيزياء الشمسية نماذج ومهام وأدوات للمركبات الفضائية وأنظمة لإدارة ونشر البيانات الفيزيائية الشمسية. يقوم العلماء بتفسير وتقييم البيانات التي جمعتها الأدوات العلمية، ويقارنون بينها باستخدام عمليات المحاكاة الحاسوبية والنماذج النظرية، وينشرون النتائج. كما يجري القسم برامج تثقيفية وتوعية للترويج للإثارة والقيمة الاجتماعية لعلم الفيزياء الشمسية في ناسا.

## المختبرات
يتكون قسم علوم الفيزياء الشمسية التابع لمركز غودارد من أربع مختبرات منفصلة.

### مختبر الفيزياء الشمسية
يهدف مختبر الفيزياء الشمسية لفهم الشمس كنجم وكمحرك رئيسي للنشاط في جميع أنحاء النظام الشمسي. يوسع بحث المختبر معرفتنا بنظام الأرض والشمس ويساعد على تطوير الاستكشاف الروبوتي والبشري.

### مختبر فيزياء الغلاف الشمسي
يطور مختبر فيزياء الغلاف الشمسي أدوات ونماذج لدراسة أصل وتطور الرياح الشمسية والأشعة الكونية منخفضة الطاقة وتفاعل الغلاف الشمسي مع الوسط النجمي المحلي. يقوم المختبر بتصميم وتقديم خدمات فريدة متعددة المهام والتخصصات لتعزيز برنامج ناسا الأرضي الشمسي وفهمنا لنظام الأرض والشمس.

### مختبر فيزياء الفضاء الأرضي
يركز مختبر فيزياء الفضاء الأرضي على العمليات التي تحدث في الغلاف المغناطيسي للكواكب الممغنطة وعلى تفاعل الرياح الشمسية مع الغلاف المغناطيسي للكواكب. يدرس الباحثون أيضًا عمليات مثل اضطراب التدفق المغناطيسي، الذي يتخلل الغلاف الشمسي حتى حافة النظام الشمسي.

### مختبر طقس الفضاء
يقوم مختبر طقس الفضاء بإجراء أبحاث وتحليل للعمليات الفيزيائية الكامنة وراء طقس الفضاء. يجري المختبر دراسات فضائية وأرضية ونظرية ونمذجية للأحداث التي تحفز عمليات طقس الفضاء التي تهتم بها ناسا والوكالات الحكومية الأمريكية الأخرى وعامة الناس. يقود موظفو المختبر تطوير المشاريع والمهام المُخصصة لدراسة بيئة الفضاء، ويرشحون علماء المشاريع لمهمات ناسا ذات التطبيقات المتعلقة بطقس الفضاء. يقوم المختبر بنشر نتائج أبحاث ناسا بين أعضاء المجتمع العلمي والمهتمين بطقس الفضاء وعامة الناس. يتضمن مختبر طقس الفضاء أيضًا مركز النمذجة المنسقة المجتمعي، الذي هو شراكة بين عدة وكالات لتمكين ودعم وتنفيذ الأبحاث وتطوير للجيل القادم من نماذج علوم وطقس الفضاء.

## المشاريع والمهمات
يهتم هذا القسم من مركز غودارد بمشاريع ومهام مختلفة. بالإضافة إلى إجراء البحوث المعتمدة على مراصد ناسا الشمسية الفضائية، يدير القسم العديد من مهام الفيزياء الشمسية نيابةً عن مديرية المهمات العلمية في مقر ناسا. تشمل هذه المهام والمشاريع ما يلي:

### مستكشف التكوين المتقدم
يرصد مستكشف التركيب المتقدم (إيه سي إي) ويقيس تكوين جسيمات الرياح الشمسية وكذلك الأشعة الكونية المجرية. هدفه الرئيسي هو تحسين قياسات العينات المتنوعة للمواد المرتبطة بالشمس والوسط بين النجمي والمحيط المجري المحيطة بنا. يستطيع إيه سي إي توفير بيانات في الوقت الحقيقي تقريبًا عن الرياح الشمسية والمجال المغناطيسي الشمسي التي تساعد في التنبؤ بطقس الفضاء. يمكن أن تساعد المعرفة المتقدمة باضطرابات الرياح الشمسية المتوجهة نحو الأرض -لنصف ساعة تقريبًا- في تخفيف آثار العواصف المغناطيسية الأرضية التي يمكن أن تجهد شبكات الكهرباء وتعطل الاتصالات على الأرض.

### أرتميس
تقوم مهمة أرتميس (مهمة التسريع وإعادة الاتصال والاضطراب والديناميكا الكهربائية لتفاعل القمر مع الشمس) بدراسة بيئة الفضاء حول القمر، وتكوين سطحه والمجال المغناطيسي الخاص به وبنية لبّه. تستخدم أرتميس مركبتين فضائيتين من مهمة ثيميس، المُخصصة لدراسة الغلاف المغناطيسي، جرى نقلهما إلى مكان قريب من القمر.

## وصلات خارجية
- NASA Explorer programs
- NASA Heliophysics Science Division